# Baliosus subparvulus
Baliosus subparvulus es un coleóptero de la familia Chrysomelidae.
Fue descrita científicamente por primera vez en 1948 por Uhmann.